# Fremragende timer
Fremragende timer è un cortometraggio del 2003 diretto da Jan Dalchow e Lars Daniel Krutzkoff Jacobsen. Il cortometraggio è basato su una storia realmente accaduta nel 1997.

## Trama
Un ragazzo risponde ad un annuncio di contatto e si incontra con un trentenne con il quale fa sesso. Successivamente l'uomo viene arrestato.

## Riconoscimenti
- 2003 - Festival di Berlino
  - Teddy Award al Miglior cortometraggio
- 2003 - Tribeca Film Festival
  - Best Narrative Short